# 2043
2043 (MMXLIII) là một năm thường, bắt đầu vào thứ Bảy. Trong lịch Gregory, nó sẽ là năm thứ 2043 của Công nguyên hay của Anno Domini; năm thứ 43 của thiên niên kỷ 3 và của thế kỷ 21; và năm thứ tư của thập niên 2040.

## Các sự kiện được tiên đoán hoặc theo lịch trình
- Nền kinh tế Ấn Độ sẽ vượt qua kinh tế Mỹ theo dự đoán của Goldman Sachs.[1]

## Sự kiện diễn ra
- SEA GAMES 42

## Hư cấu
- 2043 đánh dấu lần đầu tiên loài người và người Centaurian gặp nhau như trong game Alien Legacy.